# August Franz Joseph Karl Mayer
August Franz Joseph Karl Mayer (ur. 2 listopada 1787 w Schwäbisch Gmünd, zm. 9 listopada 1865 w Bonn) – niemiecki lekarz, przyrodnik, anatom i fizjolog. Był autorem około 140 prac naukowych. Jako jeden z pierwszych opisał zespół, znany obecnie jako zespół Mayera-Rokitansky’ego-Küstera-Hausera. Studiował w Tybindze, otrzymał doktorat w 1812 roku. W 1813 został prosektorem w Bernie, a w 1815 profesorem anatomii, anatomii patologicznej i fizjologii w tym mieście. W 1819 roku przyjął zaproszenie do objęcia tego samego stanowiska w Bonn, gdzie oprócz obowiązków akademickich prowadził praktykę. Pełnił tę funkcję do 1856 roku, kiedy to przeszedł na emeryturę.

## Wybrane prace
- Über Histologie und eine neue Eintheilung der Gewebe des Menschlichen Körpers. Bonn, 1819
- Untersuchungen über das Nabelbläschen und die Allantois bei Embryonen von Menschen und von den Säugethieren. Bonn, 1835
- Ueber den Bau des Gehirns der Fische. Dresden : E. Blochmann & Sohn 1863